# Basilique San Simpliciano
La Basilique San Simpliciano est un lieu de culte catholique situé dans le centre historique de Milan.

## Histoire
Le site de l'église actuelle était occupé au IIIe siècle par un cimetière païen. Là, saint Ambroise a commencé la construction de la Basilique Virginum («Basilique des Vierges»), qui a été terminée par son successeur Simplicianus, qui y est enterré. Une brique avec la marque du roi lombard Agilulf montre que les réparations ont été effectuées entre 590 et 615.
Au IXe siècle les bénédictins clunisiens prennent possession de l'église. En 1176, l'église est devenue célèbre quand, selon la légende, les corps des martyrs qui y sont enterrés se sont envolés sous la forme de pigeons au champ de Legnano, atterrissant sur le Carroccio  de la ville comme présage de la victoire imminente contre l'armée de Frédéric Barbarossa.
Lorsque le bâtiment a été modifié entre les XIIe  et  XIIIe siècle, en lui donnant l'apparence romane actuelle, les murs d'origine ont été conservés sur une hauteur de 22 mètres. Dans la nuit du 6 au 7 avril 1252, le corps de Pierre de Vérone y est déposé après son assassinat et un grand nombre de personnes ayant assisté à la veille et les gens ont commencé à signaler des événements miraculeux, ceci est à l'origine du culte de ce martyr. En 1517, la basilique est acquise par les Bénédictins de Montecassino, qui y sont restés jusqu'en 1798, lorsque le couvent a été transformé en caserne. Au XVIe siècle, le gouverneur espagnol Ferrante Gonzaga a abaissé le cloche de 25 mètres. Le dôme et les ailes latérales ont également été modifiés en 1582. D'autres interventions ont été réalisées au XIXe siècle, tandis que la façade a été retravaillée en 1870. En 1927, des vitraux dépeignant des épisodes de la bataille de Legnano ont été ajoutés.

## Architecture
Sur la façade, les arcades qui surmontent les portails indiquent la présence d'un ancien portique. La partie supérieure, la plus modifiée au XIXe siècle, comporte deux fenêtres à meneaux au centre, une triple fenêtre à meneaux et des arches décoratives. Les fenêtres à meneaux de style Renaissance tardive décorent également le clocher.
L'intérieur est en forme de croix latine, avec une nef à quatre baies et deux allées. Le transept est divisé en deux allées.

## Œuvres
Les chapelles latérales ont des décorations de différentes époques, de la Renaissance au baroque, au rococo et au néoclassique. Dans le transept droit se trouve la peinture d'Alessandro Varotari (Il Padovanino) La Défaite des Cammolesi. A côté de l'entrée de l'abside, se trouvent des saints peints à fresque par Aurelio Luini. La voûte d'abside est décorée par ce qui est considéré comme l'œuvre maîtresse de Ambrogio Borgognone, Le  Couronnement de la Vierge.
À gauche de l'abside se trouve l'entrée du petit sacellum dédié aux Martyrs d'Anaunia (fin du IVe siècle).
Le mur occidental du transept comporte Le Mariage de la Vierge de Camillo Procaccini.

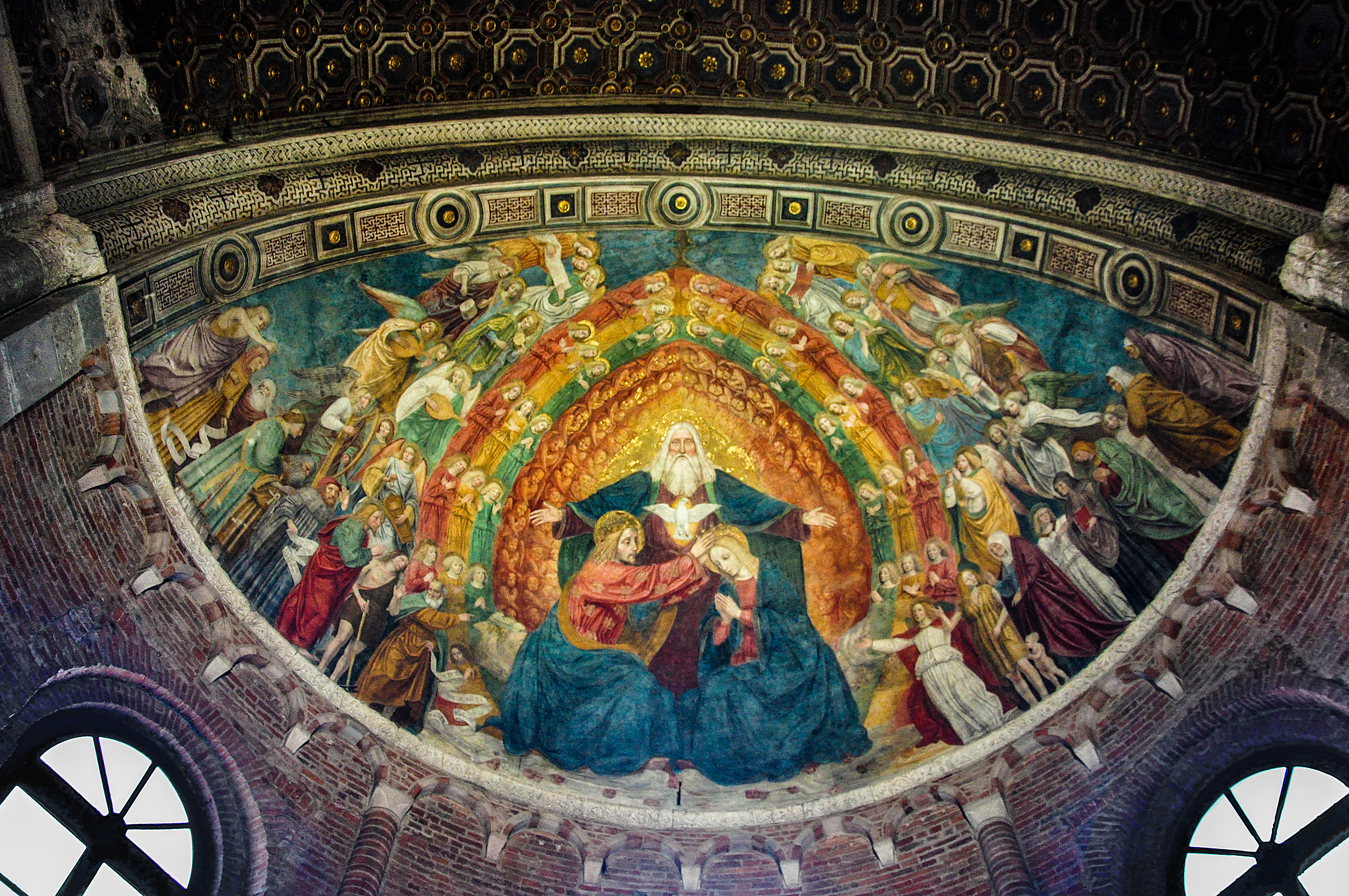
Ambrogio Borgognone, Couronnement de la Vierge (1508)
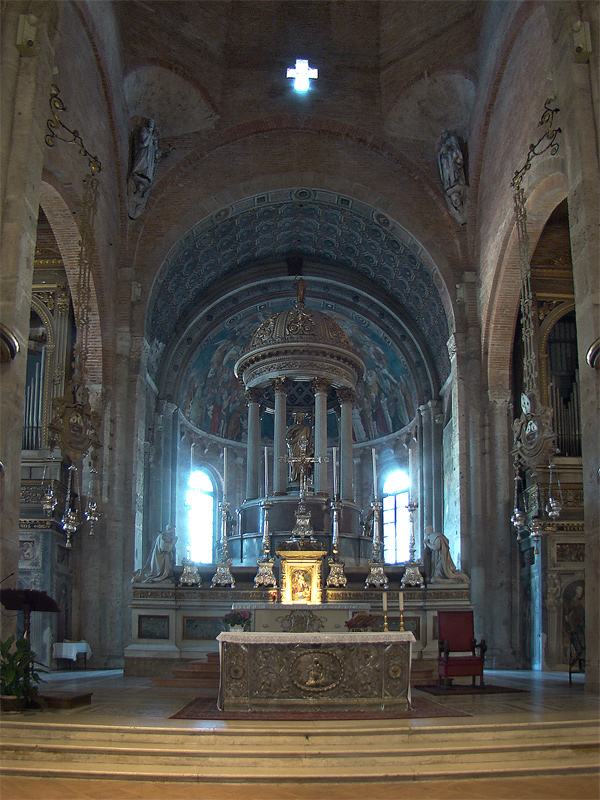
Maître d'autel et abside
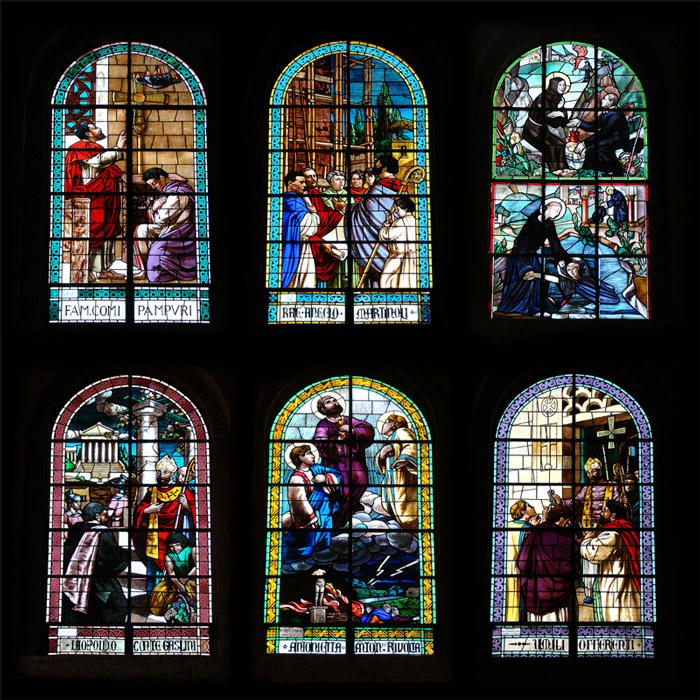
Vitraux
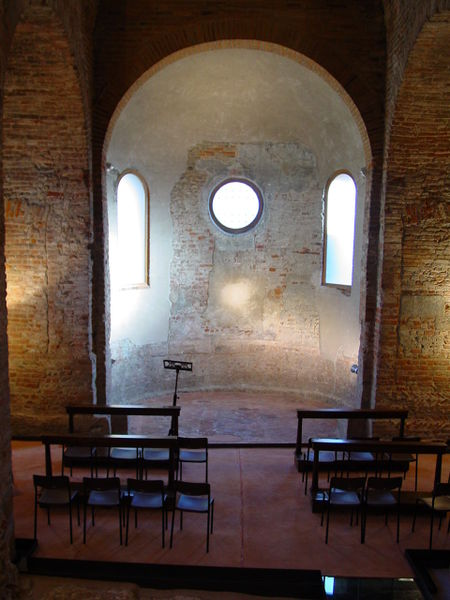
Crypte des martyrs de Anaunia

## Source de traduction
- (en) Cet article est partiellement ou en totalité issu de l’article de Wikipédia en anglais intitulé « Basilica of San Simpliciano » (voir la liste des auteurs).